# حسین صدقی
حسین صدقی از سیاستمداران ایرانی بود، که در دوره‌  هجدهم بعنوان نماینده کاشان و نطنز در مجلس شورای ملی حضور داشت.